# Göran Wahlström
Carl Göran Wahlström, född den 11 september 1883 i Stockholm, död där den 5 november 1954, var en svensk sjömilitär.
Wahlström avlade studentexamen i Stockholm 1903. Han blev underlöjtnant vid flottan 1906, löjtnant 1908, kapten 1916, kommendörkapten av andra graden 1928, av första graden 1934 och kommendör 1937. Wahlström var avdelningschef vid marinstaben 1930–1935, flaggkapten i chefens för kustflottan stab 1936–1937, chef för Gotlands marindistrikt 1937–1938 och för Stockholms örlogsstation 1938–1943. Han befordrades till konteramiral i amiralitetets reserv 1943. Wahlström invaldes som ledamot av Örlogsmannasällskapet 1926 (hedersledamot 1943). Han blev riddare av Vasaorden 1926, av Svärdsorden 1927 och av Nordstjärneorden 1934, kommendör av andra klassen av Svärdsorden 1940 och kommendör av första klassen 1943. Wahlström var pionjär inom svensk handboll. Omkring 1910 organiserade han inomhusmatcher i Karlskrona. Wahlström vilar på Galärvarvskyrkogården i Stockholm.